# أبرار سبت
أبرار سبت (12 مارس 1992 -)، ممثلة بحرينية. خواتها شيلاء سبت و شذى سبت و شيماء سبت و جميعهن ممثلات

## عن حياتها
بدأت التمثيل منذ أن كانت طفلة حيث كانت بصحبة شقيقتها الكبرى الممثلة شيماء وشاركت بأدوار صغيرة بعدد من المسلسلات بطفولتها، إلى أنها اتجهت إلى المجال الغنائي حيث شاركت بعام 2010 في برنامج نجوم الخليج لكنها خرجت من البرنامج قبل النهائيات، عرفت عندما شاركت كممثلة في مسلسل بنات الثانوية عام 2011 وأدت خلاله دور البطولة مع عده ممثلات واستمرت بعد ذلك بالعمل الفني كممثلة ومغنية.

### حياتها الأسرية
هي من أسرة فنية، وحيث أن شقيقاتها هما الممثلات شيماء وشذى، وشقيقتها شيلاء هي عارضة أزياء وممثلة وقد رشحت بمسابقة «ملكة جمال العالم» بعام 2013 ، كما أن والدتها فاطمة إسماعيل دخلت مجال التمثيل بفترة من الفترات، أيضاً تزوجت أبرار سبت من اللاعب البحريني محمد الطيب العلوي بتاريخ 20 يوليو 2020.

## أعمالها

### في التلفزيون
| سنة الإنتاج | المسلسل               | الشخصية | بمشاركة                                                                                                |
| ----------- | --------------------- | ------- | --- |
| 2011        | بنات الثانوية         | منيرة   | عبد الإمام عبد الله، انتصار الشراح، عبير الجندي، أحلام حسن، عبد الله بوشهري، شهد، ابتسام العطاوي       |
| 2011        | تصانيف - الجزء الثاني |         | غانم السليطي، عبد العزيز الجاسم                                                                        |
| 2012        | بنات الجامعة          | منيرة   | عبد الإمام عبد الله، عبد الله بوشهري، ليلى عبد الله، شهد، لطيفة المجرن، شيلاء سبت                      |
| 2012        | درب الوفا             |         | نايف الراشد، أسمهان توفيق، مشاري البلام، هبة الدري، شهد، عبد الله بهمن                                 |
| 2013        | الوداع                | شيخة    | محمد جابر، انتصار الشراح، شفيقة يوسف، هيا عبد السلام، غرور                                             |
| 2013        | هذا حنا               |         | عبد الله السدحان، سعد الفرج، محمد العيسى، فاطمة الحوسني                                                |
| 2013        | السلطانة              |         | ليلى السلمان، إبراهيم الحربي، أميرة محمد، أغادير السعيد                                                |
| 2013        | دو ري مي              |         | فاطمة الحوسني، رويدا المحروقي، ألماس                                                                   |
| 2014        | للحب جنون             | جنات    | صمود، شيماء سبت، عبد المحسن النمر، ميساء مغربي                                                         |
| 2014        | قبل الأوان            |         | رؤى الصبان، سعود الكعبي، فاطمة الحوسني، حبيب غلوم                                                      |
| 2014        | دكة الفريج            |         | أحمد الجسمي، نرمين ماهر، ريم حمدان                                                                     |
| 2015        | سعد وخواته            | داليا   | حسن عسيري، باسمة حمادة، شهد الياسين، شيلاء سبت، ريم ارحمة                                              |
| 2015        | منا وفينا             |         | حسن عسيري، عبد الله السدحان، خالد البريكي، محمد العيسى، ميساء مغربي                                    |
| 2016        | المحتالة              | وسن     | هدى حسين، عبد الرحمن العقل، سحر حسين، مرام البلوشي، هيا الشعيبي، حلا، بدر الشعيبي، سعوده، جاسم النبهان |
| 2016        | باب الريح             | رباب    | فاطمة عبد الرحيم، حمد العماني، علي كاكولي، زهرة الخرجي،                                                |
| 2016        | حزاوينا خليجية        | ثاجبة   | جمعان الرويعي، عبد الله ملك، علي الغرير، خليل الرميثي، في الشرقاوي                                     |
| 2017        | آخر المطاف            | ريم     | صلاح الملا، عبد المحسن النمر، نور الكويتية، فاطمة الحوسني، الاء شاكر                                   |
| 2017        | تعبت أراضيك           | فاطمة   | زهرة عرفات، أحلام حسن، شيلاء سبت، عبدالرحمن الدين، ملاك، طيف                                           |
| 2017        | من اجلها              | جوري    | ليلى السلمان، شيماء سبت                                                                                |
| 2020        | ابن الحداد            | ليلى    | علي الغرير، فاطمة عبدالرحيم، خليل الرميثي، جمعان الرويعي، ابرار سبت                                    |
| 2022        | ابن الحداد 2          | ليلى    | عادل شمس، فاطمة عبدالرحيم، خليل الرميثي، جمعان الرويعي، ابرار سبت                                      |

### من أعمال المسرح
| سنة الإنتاج | اسم المسرحية           | بمشاركة                         |
| ----------- | ---------------------- | ------------------------------- |
| 2013        | عالم فن رن             | أحمد إيراج، مرام، هند البلوشي   |
| 2014        | يمقن أي يمقن لآ        | شيلاء سبت، صالح الراشد، شذى سبت |
| 2017        | هاذا الميدان يا حميدان | شيماء سبت، حسن محمد             |

### في السينما
| سنة الإنتاج | الفيلم         | بمشاركة                                |
| ----------- | -------------- | -------------------------------------- |
| 2018        | طربال رايح جاي | علي الغرير، نورة البلوشي، خليل الرميثي |
| 2018        | الجوهرة        | سلوى بخيت، حسن صقر                     |

### في الغناء

#### الأغاني المنفردة
- يا بلادنا.
- هونها وتهون.
- تو الناس.

## وصلات خارجية
- أبرار سبت على موقع قاعدة بيانات الأفلام العربية